# Різдво в Басконії
Різдво в Країні Басків починається з фестивалю Святого Томаса 21 грудня, свята, під час якого більшість людей виходять на вулиці, щоб потанцювати та поїсти тало з тксісторрою (тип баскського чорисо). Люди носять традиційний одяг, який називається казера. Для дівчат він складається з довгої спідниці та старомодної сорочки з довгими рукавами з хустками та фартухами. Хлопчики носять довгу чорну сорочку, штани та чапелу (традиційний чорний берет). Одяг казера зазвичай темно-синього кольору, але може бути різних кольорів. Вони носять казери, тому що це те, що носять жителі гір, і це свято було прийнято для вшанування селян, які продавали свої товари в місті та приїжджали на свято Томаса, щоб платити орендну плату поміщикам у місті.

## Санта Країни Басків
У Країні Басків еквівалентом Санти є Оленцеро, а Оленцеро живе або жив (залежно від того, у що ви вірите) у горах, і він носить казери для хлопчиків. Він є міфічним баскським персонажем, якого часто зображують як посланця, який кричить, що настав час Різдва по всіх куточках Країни Басків. У деяких версіях Оленцеро — це хлібороб або пастух. Проте, у всіх казках часто зустрічається те, що Оленцеро приносить людям добру новину.
Він також відомий як вугільник, який спускається з гір на своєму поттоку (дикому баскському коні), щоб роздати дітям подарунки. Селянам він дарує каштани та вино. За традицією, 24 грудня баскські теле- та радіостанції повідомляють, що Оленцеро почав свій шлях з гір до дитячих будинків.
У франкістській Іспанії (1939—1975) Оленцеро було заборонено як символ регіонального сепаратизму. Лише після переходу Іспанії до демократії ця традиція в Країні Басків була відновлена.

## Різдво
На Різдво всі діти в Країні Басків рано лягають спати і залишають своє взуття посередині будь-якої кімнати в будинку, яка не є ванною кімнатою чи спальнею. Оленцеро залишає всі подарунки біля взуття. На Новий рік деякі люди надягають одяг казера і йдуть співати пенсіонерам у будинку престарілих. Наступного дня вранці, незалежно від того, йде дощ чи сніг, у деяких людей є традиція йти купатися в морі (якщо в їхньому місті чи місті є море). Ще один важливий день для басків — 6 січня (День трьох королів). Тієї ночі відбувається те саме. Діти залишають свої черевики, а вночі приходять Три королі і залишають подарунки, але набагато меншу кількість, ніж це робить Оленцеро.